# Gran Premi de Denain 2022
El Gran Premi de Denain 2022 va ser la 63a edició del Gran Premi de Denain. Es disputà el 17 de març de 2022 sobre un recorregut de 200,3 km amb sortida i arribada a Denain. La cursa formava part de l'UCI Europa Tour amb una categoria 1.HC.
El vencedor final fou l'alemany Max Walscheid (Cofidis), que s'imposà a l'esprint a Dries De Bondt (Alpecin-Fenix) i Adrien Petit (Intermarché-Wanty-Gobert Matériaux), segon i tercer respectivament.

## Equips
L'organització convidà a 22 equips a prendre part en aquesta edició del Gran Premi de Denain.
| WorldTeams (8)- AG2R Citroën Team - Bora-Hansgrohe - Cofidis - Groupama-FDJ - Ineos Grenadiers - Intermarché-Wanty-Gobert Matériaux - Jumbo-Visma - UAE Team Emirates ProTeams (8)- Alpecin-Fenix - Arkéa-Samsic - Bardiani-CSF-Faizanè - B&B Hotels-KTM - Bingoal Pauwels Sauces WB - Sport Vlaanderen-Baloise - TotalEnergies - Uno-X Pro Cycling Team Equips continentals (4)- Go Sport-Roubaix Lille Métropole - Nice Métropole Côte d'Azur - Saint Michel-Auber 93 - UC Nantes Atlantique |
| |

## Classificació final
| \| Classificació general \| Classificació general \| Classificació general \| Classificació general \| Classificació general \| \| Corredor \| Corredor \| Equip \| Temps \| \| \| --------------------- \| --------------------- \| ---------------------------------- \| --------------------- \| --------------------- \| \| 1r \| Max Walscheid \| Cofidis \| 4h 42' 24" \| \| \| 2n \| Dries De Bondt \| Alpecin-Fenix \| + 0" \| \| \| 3r \| Adrien Petit \| Intermarché-Wanty-Gobert Matériaux \| + 0" \| \| \| 4t \| Pierre Barbier \| B&B Hotels-KTM \| + 0" \| \| \| 5è \| Marc Sarreau \| AG2R Citroën Team \| + 0" \| \| \| 6è \| Sandy Dujardin \| TotalEnergies \| + 0" \| \| \| 7è \| Amaury Capiot \| Arkéa-Samsic \| + 0" \| \| \| 8è \| Samuel Leroux \| Go Sport-Roubaix Lille Métropole \| + 0" \| \| \| 9è \| Robbe Ghys \| Sport Vlaanderen-Baloise \| + 0" \| \| \| 10è \| Bram Welten \| Groupama-FDJ \| + 0" \| \| |                |                                    |            |
| |                |                                    |            |
| Font: ProCyclingStats |                |                                    |            |
| Classificació general |                |                                    |            |
| Corredor | Corredor       | Equip                              | Temps      |
| 1r | Max Walscheid  | Cofidis                            | 4h 42' 24" |
| 2n | Dries De Bondt | Alpecin-Fenix                      | + 0"       |
| 3r | Adrien Petit   | Intermarché-Wanty-Gobert Matériaux | + 0"       |
| 4t | Pierre Barbier | B&B Hotels-KTM                     | + 0"       |
| 5è | Marc Sarreau   | AG2R Citroën Team                  | + 0"       |
| 6è | Sandy Dujardin | TotalEnergies                      | + 0"       |
| 7è | Amaury Capiot  | Arkéa-Samsic                       | + 0"       |
| 8è | Samuel Leroux  | Go Sport-Roubaix Lille Métropole   | + 0"       |
| 9è | Robbe Ghys     | Sport Vlaanderen-Baloise           | + 0"       |
| 10è | Bram Welten    | Groupama-FDJ                       | + 0"       |